# Pierre Tchernia
Pierre Tchernia, alla nascita Pierre Tcherniakowski, poi modificato con decreto nel 1963 (Parigi, 29 gennaio 1928 – Parigi, 8 ottobre 2016), è stato un attore, sceneggiatore, regista e presentatore televisivo francese.
Personaggio eclettico - è anche produttore (soprattutto televisivo), autore di colonne sonore, doppiatore - in patria è noto con i soprannomi di Magic Tchernia e Monsieur Cinéma.

## Carriera

### Presentatore
È stato, nel 1949, il primo presentatore del telegiornale della televisione francese. Per molti anni ha presentato il quiz televisivo Monsieur Cinéma, e nel corso degli anni ha condotto diversi talk show, quiz e programmi musicali.
Ha presentato le prime sette edizioni, dal 1976 al 1982, della cerimonia di premiazione dei Premi César, ed è stato fra i presentatori nel 1985, 1987 e 1990.

### Attore e doppiatore
L'esordio sul grande schermo è del 1960 (La Brune que voilà); tra i vari titoli in cui ha avuto un ruolo si possono ricordare La bella americana (1961), Tre morti per Giulio (1963), Si salvi chi può, Héloïse (1991).
Ma la sua notorietà la deve anche ai lungometraggi animati tratti da Asterix. Tchernia, buon amico dei due autori Goscinny e Uderzo tanto da apparire sotto forma di caricatura in diversi albi, è la voce narrante originale di alcuni dei film animati (Le dodici fatiche di Asterix, Asterix contro Cesare, Asterix e i vichinghi). Ha recitato anche nel secondo film con attori in carne ed ossa, Asterix e Obelix - Missione Cleopatra del 2002, nel ruolo di Caius Gaspachoandalus e nella cui versione francese è anche voce narrante.

### Sceneggiatore
Tchernia è stato lo sceneggiatore di poco meno di 20 tra film per la TV e film per il grande schermo. Tra questi, cinque dei lungometraggi di Asterix: Asterix e Cleopatra, Le dodici fatiche di Asterix, Asterix contro Cesare, Asterix e la pozione magica e Asterix conquista l'America.

### Regista
Tchernia ha diretto 4 film per il cinema (distribuiti in Italia furono Cari amici miei... del 1974 e Il vizietto dell'onorevole del 1979) e 10 per la TV (nessuno distribuito in italiano).

### Produttore
Nel 1955 diviene produttore e regista di cartoni animati con le serie La clé des champs, Monsieur Muguet s'évade e La boîte à sel.
Nel 1982 ha prodotto la serie televisiva Mardi Cinéma, durata 6 stagioni.

### Colonne sonore
Tchernia è l'autore dei testi originali di alcuni brani del cartone animato Asterix e Cleopatra, tra i quali Quand l'Appétit va, tout va (in italiano Quando l'appetito c'è).